# Caravana musical
Caravana musical fue un programa de radio español presentado por Ángel Álvarez, en La Voz de Madrid, de Red de Emisoras del Movimiento.